# Pharoah Sanders

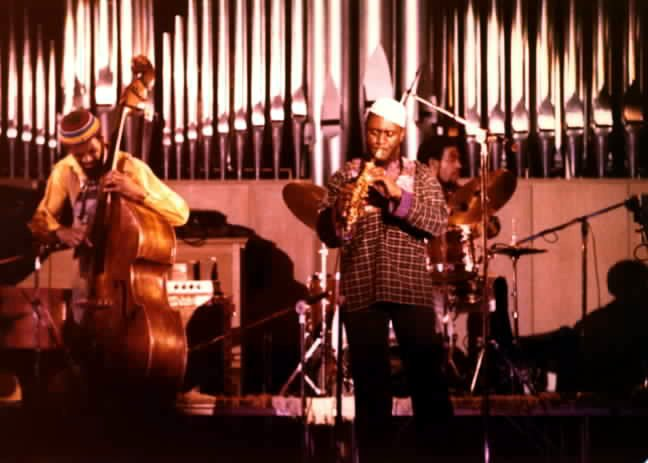
Reggie Workman, Pharoah Sanders och Idris Muhammad.

Pharoah Sanders, född 13 oktober 1940 i Little Rock, Arkansas, död 24 september 2022 i Los Angeles, var en amerikansk jazzmusiker och tenorsaxofonist.
Saxofonisten John Coltrane bjöd på 60-talet in honom till sitt band där han stannade till Coltranes död 1967. Sedan fortsatte Sanders i en friare form av jazz och han betraktas som en nyckelfigur på den avantgardistiska jazzscenen.
Sanders samarbetade ända fram till sin död med andra artister (Ornette Coleman, Benny Golson, Joey DeFrancesco m.fl. 2021 släpptes skivan ”Promises” tillsammans med den brittiske elektroniska musikern Floating Points (artistnamnet för Sam Shepherd), och  Londons Symfoniorkester

## Diskografi (urval)
- Tauhid, (1967)
- Karma , (1969)
- Thembi, (1971)
- Black Unity, (1971)
- Elevation, (1974)